# Òpiter Virgini Tricost Esquilí
Òpiter Virgini Tricost Esquilí (llatí: Opiter Verginius Tricostus Esquilinus) va ser un magistrat romà. Formava part de la família dels Tricost, una branca de l'antiga gens Virgínia.
Va ser cònsol l'any 478 aC en el lloc de Gai Servili Estructe Ahala que havia mort durant el seu mandat. Va tornar a ser cònsol l'any 473 aC junt amb Luci Emili Mamerc, segons Titus Livi, però altres fonts fan cònsol aquest any a Vopisc Juli Jul en lloc de Virgini Tricost.
Els seus consolats es troben als Fasti.